# آبشار چانگبائی
آبشار چانگبائی (به لاتین: Changbai Waterfall) یک آبشار در چین است که در جی‌لین واقع شده‌است.